# Bousseviller
Bousseviller – miejscowość i gmina we Francji, w regionie Grand Est, w departamencie Mozela.
Według danych na rok 1990 gminę zamieszkiwało 145 osób, a gęstość zaludnienia wynosiła 36 osób/km² (wśród 2335 gmin Lotaryngii Bousseviller plasuje się na 900. miejscu pod względem liczby ludności, natomiast pod względem powierzchni na miejscu 1093.).